# Otto Björkman

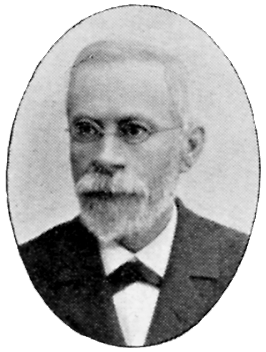
Otto Björkman.

Nils Otto Björkman, född 13 mars 1833 i Vilhelmina församling i Västerbottens län, död 26 februari 1918 i Kungsholms församling i Stockholm, var en svensk konstnär. Till en början var han landskapsmålare, sedan tecknare för vetenskapliga verk. Han tog folkskollärarexamen i Härnösand 1853, var elev på Slöjdskolan i Stockholm 1862–1864. Sedan studerade han vidare på Konstakademien 1864–1869. Han var bosatt i Stockholm från 1857. Han arbetade även någon tid som lärare i teckning på Slöjdskolan och även som skollärare.